# Genç (Bingöl)
Genç (armenisch Kants, zazaisch Darahêni; etwa Brunnen mit Bäumen) ist eine Stadt und ihr Landkreis (Ilçe) in der Provinz Bingöl in der Türkei.
Der Landkreis liegt im Süden der Provinz und grenzt dort an die Provinz Diyarbakır sowie im Westen an die Provinz Elâzığ. Durchschnittlich liegt Genç 1000 m über NN.
Im Osmanischen Reich lautete der Name Darahini (داراهيني). Von 1924 bis 1927 war Genç eine eigenständige Provinz und wurde danach erst der Provinz Elâzığ, dann 1936 Bingöl zugeschlagen.
Zazaisch und Kurmandschi sind die häufigsten Sprachen des Landkreises.
In der Kreisstadt Genç leben etwa 61 Prozent der Bevölkerung des Landkreises. Der Rest verteilt sich auf die 68 Dörfer (Köy), die im Durchschnitt von 193 Einwohnern bewohnt werden. Lediglich das Dorf Servi hat mehr als 1000 Einwohner (1097).